# Innocenzo Costantini
Innocenzo Costantini (Osimo, 1881 – Roma, 1962) è stato un ingegnere italiano.

## Biografia

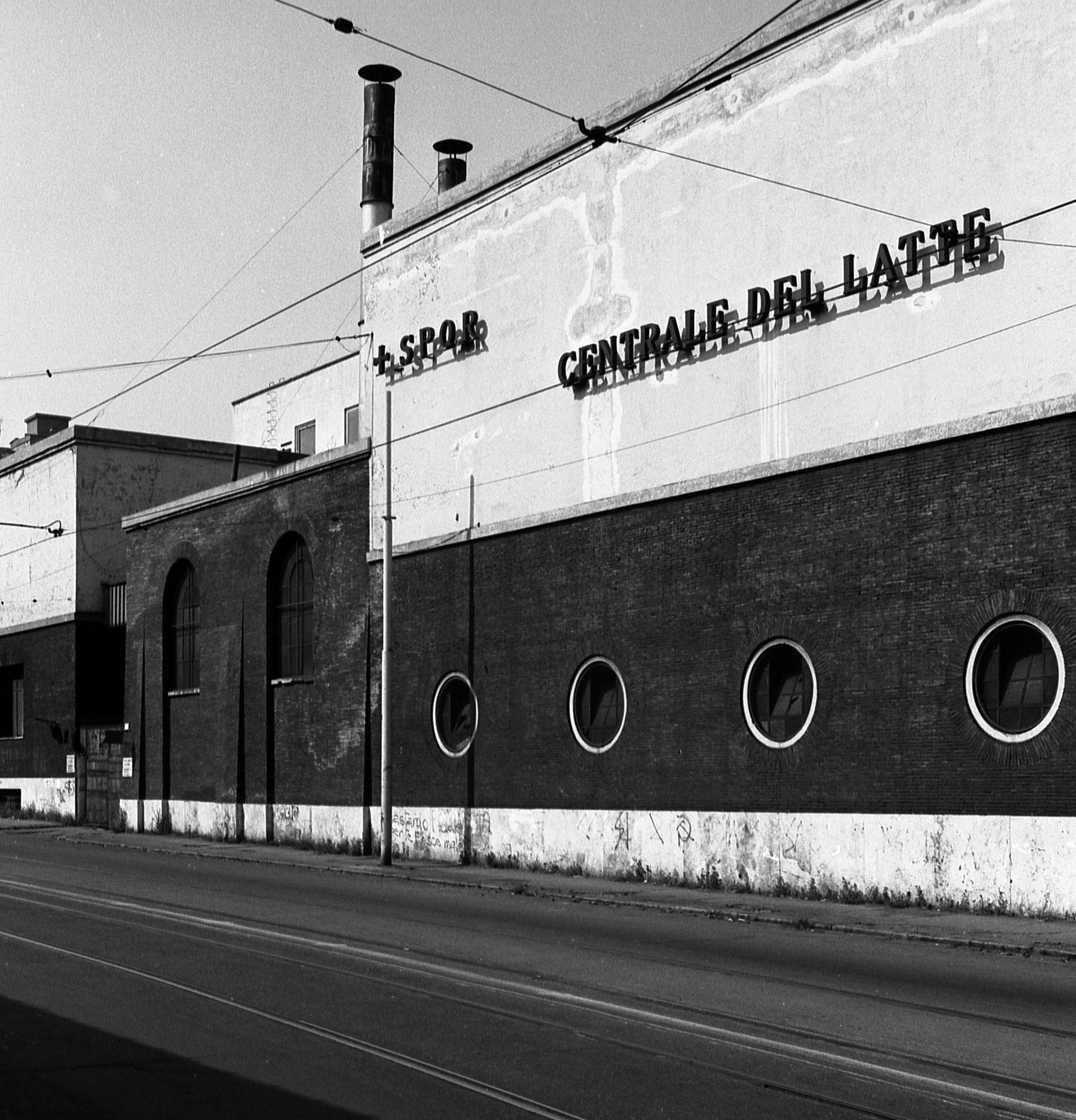
La Centrale del Latte di Roma a via Giolitti progettata da Costantini nel 1929

Nato ad Osimo nel 1881, Innocenzo Costantini si laureò in Ingegneria a Roma nel 1904 e si specializzò in elettronica a Liegi nell'Istituto Montefiore. Dal 1909 al 1913 fu ingegnere capo dell'Istituto case popolari a Milano, nonché direttore tecnico presso l'Istituto case popolari a Roma, del quale dal 1917 al 1946 fu direttore generale. Notevole fu anche la sua attività didattica presso la Facoltà di Architettura di Roma dove insegnò economia delle costruzioni civili. Scrisse numerosi testi di ingegneria e architettura. Fu vicepresidente dell'Associazione nazionale ingegneri italiani e membro della Commissione ministeriale per la ricostruzione delle città distrutte dal terremoto nel 1917.
Partito volontario per la guerra del 1915-1918, fu insignito della medaglia commemorativa e di volontario e della croce di guerra.
Morì nel 1962 a Roma.